# 贖罪の化身
『贖罪の化身』（しょくざいのけしん、原題：Redeemer of Souls)は、ジューダス・プリーストの17枚目のスタジオ・アルバム。
K・K・ダウニング脱退後、リッチー・フォークナーが加入。前作から6年ぶりで、3年もの時間を費やして作り上げたという。前作とは違い、ヘヴィメタルに回帰した作品に仕上がっている。
アメリカのビルボードチャートでは6位を記録、初のTop10入りとなった。全英チャートは12位で、『背徳の掟』以来、30年ぶりにTop20入り。フィンランドのチャートでは初の1位を記録した。

## 収録曲
全曲ともロブ・ハルフォード、グレン・ティプトン、リッチー・フォークナーの共作。
1. ドラゴノート - Dragonaut - 4:26
2. 贖罪の化身 - Redeemer of Souls - 3:58
3. ヴァルハラの宮殿 - Halls of Valhalla - 6:04
4. ダモクレスの剣 - Sword of Damocles - 4:54
5. 地獄の行進 - March of the Damned - 3:55
6. 陥落 - Down in Flames - 3:56
7. 地獄からの生還 - Hell & Back - 4:46
8. 冷血 - Cold Blooded - 5:25
9. メタライザー - Metalizer - 4:37
10. クロスファイアー - Crossfire - 3:51
11. 亡者の秘密 - Secrets of the Dead - 5:41
12. 進撃の咆哮 - Battle Cry - 5:18
13. 終焉への序章 - Beginning of the End - 5:07

### デラックス・エディション ボーナスディスク
1. スネイクバイト - Snakebite - 3:14
2. 血の涙 - Tears of Blood - 4:19
3. クリーチャーズ - Creatures - 3:18
4. ブリング・イット・オン - Bring It On - 3:18
5. ネヴァー・フォーゲット - Never Forget - 6:25

## メンバー
- ロブ・ハルフォード：ボーカル
- グレン・ティプトン：リードギター,シンセサイザー
- イアン・ヒル：ベース
- スコット・トラヴィス：ドラムス
- リッチー・フォークナー:ギター